# أيمن الرفاعي
أيمن عماد الرفاعي (18 أبريل 1988 -) هو مغني وملحن وممثل ومخرج مصري.

## حياته ونشأته
ولد في مدينة الكويت في 18 أبريل 1988، وأكمل دراسته في مصر.

## مسيرته
كانت بداية ظهوره في فيلم كامب، الذي اشتهر كفيلم رعب مصري، كما قام بإخراج العديد من الإعلانات والأغاني المصورة، قدّم العديد من الأغاني كأغنية «في عينيكي كلام»، أغنية «تاه»، قدم في 2016 ألبوم بعنوان «أنا قلبي مات» من إنتاج مجموعة يونيفرسال الموسيقية.
قدم بكليب قللت الكلام.

## أعماله
- طاقة نور
- سقوط حر

إشترك عام 2008 في تمثيل فيلم كامب، وشارك في فيلم The Key «المفتاح» سنة 2023 من تأليفه وإخراجه وشارك ببطولته مع مجموعة من الوجوه الشابة.